# Ограничение жизнедеятельности
Ограничение жизнедеятельности (ОЖД) — полная или частичная утрата лицом (человеком) способности или возможности осуществлять основные компоненты повседневной жизни.
Понятие используется в медико-социальной экспертизе, на его основе производится экспертная оценка инвалидности — установление группы инвалидности.

## История вопроса
В 1976 году Всемирная ассамблея здравоохранения приняла международную классификацию нарушений и социальной недееспособности — классификацию обстоятельств, которые ставят больного человека в невыгодное положение по сравнению со здоровым и ограничивают его возможности на социальном уровне. Классификация была принята в дополнение к Международной классификации болезней.
В настоящее время применяется Международная классификация функционирования, ограничений жизнедеятельности и здоровья, принятая в 2001 году. В этой классификации последствия болезней рассматриваются в виде последовательных состояний:
1. болезнь — внутреннее ;
2. нарушения — внешнее проявление болезни в виде расстройств организма или анатомической структуры;
3. ОЖД — невозможность выполнить основные компоненты повседневной жизни (или возможность выполнять лишь частично);
4. социальная недееспособность — недостаток, при котором человек может выполнять лишь ограниченно или совсем не может выполнять обычную для него роль в обществе (неспособность к самостоятельному проживанию — физическая зависимость, невозможность интеграции в общество, невозможность к обеспечению экономической независимости)[2].

## Основные виды нарушений функций организма человека
- Нарушения психических функций (восприятия, внимания, памяти, мышления, интеллекта, эмоций, воли, сознания, поведения, психомоторных функций).
- Нарушения языковых и речевых функций
  - Нарушения устной речи (ринолалия, дизартрия, заикание, алалия, афазия)
  - Нарушения письменной речи (дисграфия, дислексия)
  - Нарушения вербальной и невербальной речи
  - Нарушения голосообразования и пр.
- Нарушения сенсорных функций (зрения, слуха, обоняния, осязания, тактильной, болевой, температурной и других видов чувствительности).
- Нарушения статодинамических функций (двигательных функций головы, туловища, конечностей, статики, координации движений).
- Нарушения функций кровообращения, дыхания, пищеварения, выделения, кроветворения, обмена веществ и энергии, внутренней секреции, иммунитета, проблемы в работе вистибулярного аппарата.
- Нарушения, обусловленные физическим уродством (деформации лица, головы, туловища, конечностей, приводящие к внешнему уродству, аномальные отверстия пищеварительного, мочевыделительного, дыхательного трактов, нарушение размеров тела).

## Категории ОЖД и степень
Выделяются четыре степени выраженности нарушений функций организма человека:
- незначительные нарушения (нет ограничений жизнедеятельности),
- умеренные нарушения (1 степень ограничений жизнедеятельности),
- выраженные нарушения (2 степень ограничений жизнедеятельности),
- значительно выраженные нарушения (3 степень ограничений жизнедеятельности).

### Способность к самообслуживанию
Способность к самообслуживанию — способность человека самостоятельно осуществлять основные физиологические потребности, выполнять повседневную бытовую деятельность, в том числе навыки личной гигиены.
1-я степень — способность к самообслуживанию при более длительной затрате времени, дробности его выполнения, сокращении объема с использованием при необходимости вспомогательных технических средств.
2-я степень — способность к самообслуживанию с регулярной частичной помощью других лиц с использованием при необходимости вспомогательных технических средств.
3-я степень — неспособность к самообслуживанию, нуждаемость в постоянной посторонней помощи и полная зависимость от других лиц.

### Способность к самостоятельному передвижению
Способность к самостоятельному передвижению — способность самостоятельно перемещаться в пространстве, сохранять равновесие тела при передвижении, в покое и при перемене положения тела, пользоваться общественным транспортом.
1-я степень — способность к самостоятельному передвижению при более длительной затрате времени, дробности выполнения и сокращении расстояния с использованием при необходимости вспомогательных технических средств.
2-я степень — способность к самостоятельному передвижению с регулярной частичной помощью других лиц с использованием при необходимости вспомогательных технических средств.
3-я степень — неспособность к самостоятельному передвижению и нуждаемость в постоянной помощи других лиц.

### Способность к ориентации
Способность к ориентации — способность к адекватному восприятию окружающей обстановки, оценке ситуации, способность к определению времени и места нахождения.
1-я степень — способность к ориентации только в привычной ситуации самостоятельно и (или) с помощью вспомогательных технических средств.
2-я степень — способность к ориентации с регулярной частичной помощью других лиц с использованием при необходимости вспомогательных технических средств.
3-я степень — неспособность к ориентации (дезориентация) и нуждаемость в постоянной помощи и (или) надзоре других лиц.

### Способность к общению
Способность к общению — способность к установлению контактов между людьми путём восприятия, переработки и передачи информации.
1-я степень — способность к общению со снижением темпа и объема получения и передачи информации; использование при необходимости вспомогательных технических средств помощи; при изолированном поражении органа слуха способность к общению с использованием невербальных способов и услуг по сурдопереводу.
2-я степень — способность к общению при регулярной частичной помощи других лиц с использованием при необходимости вспомогательных технических средств.
3-я степень — неспособность к общению и нуждаемость в постоянной помощи других лиц.

### Способность контролировать своё поведение
Способность контролировать своё поведение — способность к осознанию себя и адекватному поведению с учетом социально-правовых и морально-этических норм.
1-я степень — периодически возникающее ограничение способности контролировать своё поведение в сложных жизненных ситуациях и (или) постоянное затруднение выполнения ролевых функций, затрагивающих отдельные сферы жизни, с возможностью частичной самокоррекции.
2-я степень — постоянное снижение критики к своему поведению и окружающей обстановке с возможностью частичной коррекции только при регулярной помощи других лиц.
3-я степень — неспособность контролировать своё поведение, невозможность его коррекции, нуждаемость в постоянной помощи (надзоре) других лиц.

### Способность к обучению
1-я степень – способность к выполнению профессиональной деятельности в обычных производственных условиях при снижении квалификации или уменьшении объёма производственной деятельности; невозможность выполнения работы по основной профессии.
2-я степень — способность к обучению только в специальных (коррекционных) образовательных учреждениях для обучающихся, воспитанников, детей-инвалидов или на дому по специальным программам с использованием при необходимости вспомогательных технических средств и технологий.
3-я степень — неспособность к обучению.

### Способность к трудовой деятельности
Способность к трудовой деятельности — способность осуществлять трудовую деятельность в соответствии с требованиями к содержанию, объему, качеству и условиям выполнения работы.
1-я степень — способность к выполнению трудовой деятельности в обычных условиях труда при снижении квалификации, тяжести, напряженности и (или) уменьшении объема работы, неспособность продолжать работу по основной профессии при сохранении возможности в обычных условиях труда выполнять трудовую деятельность более низкой квалификации.
2-я степень — способность к выполнению трудовой деятельности в специально созданных условиях труда с использованием вспомогательных технических средств и (или) с помощью других лиц.
3-я степень — неспособность к любой трудовой деятельности или невозможность (противопоказанность) любой трудовой деятельности.